# Изменчивый усач

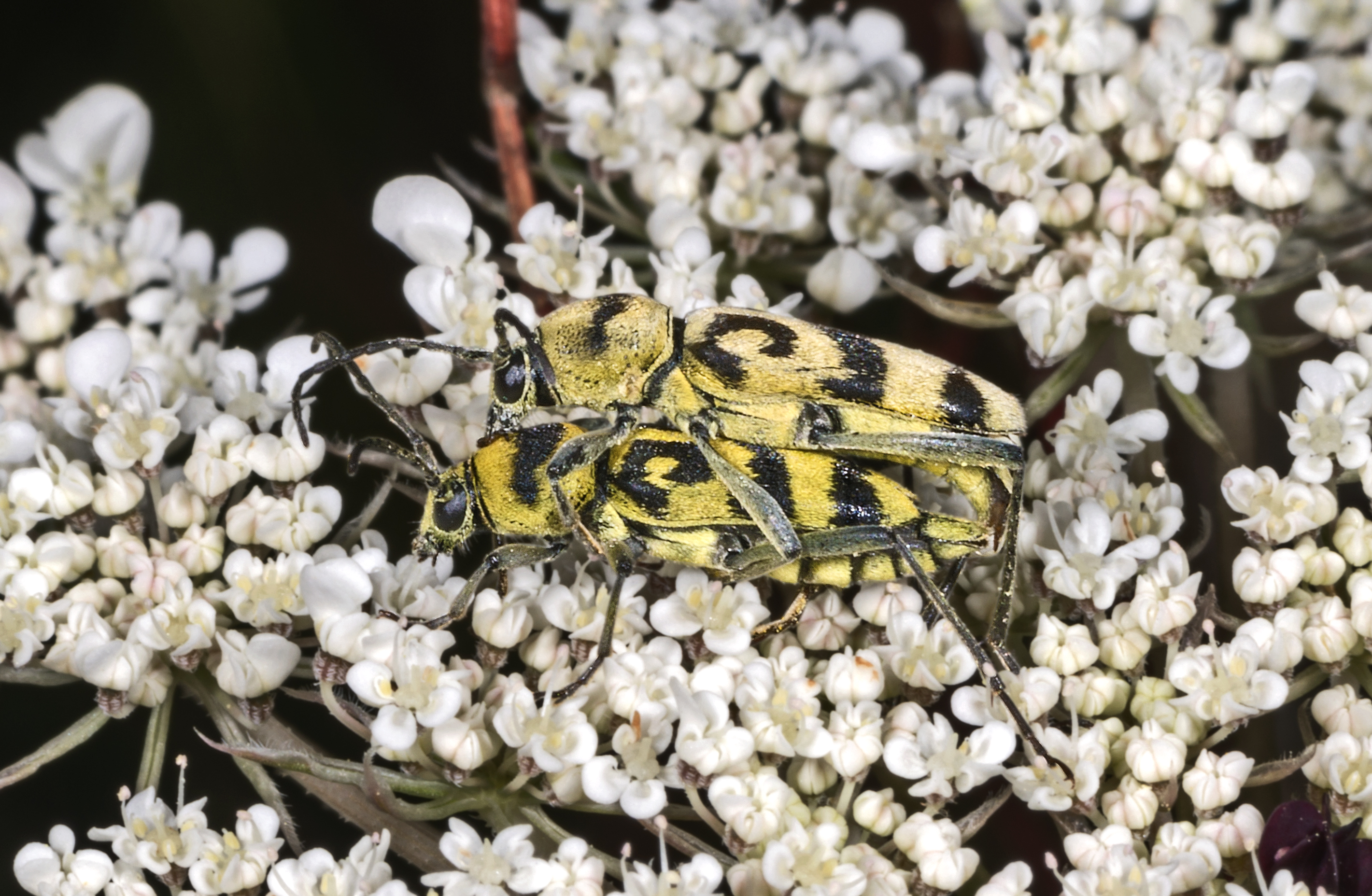

Усач изменчивый, или клит изменчивый (лат. Chlorophorus varius) — жук из семейства Усачи (Cerambycidae), подсемейства Cerambycinae, трибы Clytini.
Живут 2-3 года. Длина тела взрослой особи составляет от 8 до 14 миллиметров.
Ареал: Европа (кроме севера), Кавказ, Ближний Восток. Личинки откладывает в лиственных деревьях.